# Roughshod
Roughshod is een Amerikaanse western uit 1949 onder regie van Mark Robson. Destijds werd de film in Nederland uitgebracht onder de titel Scherpe sporen.

## Verhaal
Clay Phillips en zijn broer Steve drijven hun paarden naar de stad Sonora. Onderweg komen ze vier danseressen tegen, die pech hebben met hun wagen. Ze brengen hen naar een nabije boerderij. Daar blijkt dat een van de danseressen de rebelse dochter is van de boer. Clay zet zijn reis verder met de drie andere danseressen en er blijkt ook een ontsnapte moordenaar achter hem aan te zitten.

## Rolverdeling
| Acteur             | Personage       |
| ------------------ | --------------- |
| Robert Sterling    | Clay Phillips   |
| Gloria Grahame     | Mary Wells      |
| Claude Jarman jr.  | Steve Phillips  |
| John Ireland       | Lednov          |
| Jeff Donnell       | Elaine Wyatt    |
| Myrna Dell         | Helen Carter    |
| Martha Hyer        | Marcia          |
| George Cooper      | Jim Clayton     |
| Jeff Corey         | Jed Graham      |
| Sara Haden         | Ma Wyatt        |
| James Bell         | Pa Wyatt        |
| Sean McClory       | Fowler          |
| Robert B. Williams | McCall          |
| Steve Savage       | Peters          |
| Ed Cassidy         | Sheriff Gardner |